# Блуме, Фридрих
Фридрих Блуме, Блюме (нем. Friedrich Blume; 5 января 1893, Шлюхтерн, Гессен — 22 ноября 1975, Шлюхтерн, Гессен) — немецкий музыковед

.

## Биография
В 1911—1914 годах изучал в университетах Мюнхена, Лейпцига и Берлина сперва медицину, затем историю искусств, философию и музыковедение. С началом Первой мировой войны был призван на военную службу и вернулся к учёбе только в 1919 году, в 1921 году защитил в Лейпциге диссертацию «Из предыстории развития оркестровой сюиты в XV—XVI веках» (нем. Studien zur Vorgeschichte der Orchester-Suite im 15. und 16. Jh.). С этого времени работал ассистентом известного немецкого музыковеда Германа Аберта (до его смерти в 1927 году), сперва в Лейпциге, а затем в Берлине. В 1925 году хабилитирован с диссертацией «Принцип монодии в протестантской церковной музыке» (нем. Das monodische Prinzip in der protestantischen Kirchenmusik). С 1934 года и до выхода на пенсию в 1958 году — профессор Университета имени Христиана Альбрехта в Киле (в 1946—1947 годах был ректором).
Блуме тяготел к националистическому движению, был членом профашистского Союза борьбы за немецкую культуру. Его доклад «Музыка и раса» 1938 года лёг в основу изданной в 1944 году книги «Расовый вопрос в музыке» (нем. Das Rasseproblem in der Musik). Это, однако, не помешало его послевоенной карьере: так, в 1947 году Блуме был избран президентом вновь созданного Германского музыковедческого общества, в 1958—1961 годах возглавлял Международное музыковедческое общество.
Среди важнейших трудов Блуме — подготовка полного собрания сочинений Михаэля Преториуса (1927—1940, в соавторстве). Он выпустил ряд книг о произведениях Иоганна Себастьяна Баха. Начиная с 1949 года Блуме возглавлял редколлегию музыкальной энциклопедии «Die Musik in Geschichte und Gegenwart».